# Echter Mehltau der Weinrebe
Der Echte Mehltau der Weinrebe ist eine Pflanzenkrankheit bei Weinreben. Erreger ist der Schlauchpilz Erysiphe necator (syn. Uncinula necator bzw. Oidium tuckeri (Anamorph)). Weitere Trivialnamen sind Oidium oder Äscherich. Neben dem Falschen Mehltau und der Reblaus zählt er zu den Hauptkrankheiten im Weinbau.
Der pathogene Pilz war ursprünglich auf wildwachsenden nordamerikanischen Rebarten beheimatet, die überwiegend gegenüber diesem Pathogen resistent sind. Seit 1845 tritt der Pilz auch in Europa auf. Der Echte Mehltaupilz ist heute weltweit in allen wichtigen Weinanbaugebieten verbreitet und kann bei unzureichendem Pflanzenschutz hohe wirtschaftliche Schäden durch Ernteverluste und schlechte Weinqualität verursachen. Der Echte Mehltau ist ein obligat biotropher und wirtsspezifischer Ektoparasit, das heißt, er kann sich ausschließlich von lebendem pflanzlichen Gewebe dieser Weinrebe ernähren und darauf fortpflanzen. Dabei wächst er mit seinen Hyphen auf der Pflanzenoberfläche und entzieht der Pflanze die benötigten Nährstoffe über Haustorien, die er innerhalb der pflanzlichen Epidermiszellen ausbildet. Befallene Beeren im Lesegut können negative Geruchs- und Geschmacksnoten im Wein wie Mäuseln, muffiger Ton und Schimmelton hervorrufen.

## Symptome
Der Befall ist gekennzeichnet durch ein weißgraues spinnwebenartiges Geflecht auf den grünen Pflanzenteilen der Rebe. Besonders leicht werden Triebspitzen, kleine Beeren und die Blätter befallen. Befallene Triebe bleiben in ihrem Wachstum zurück, während vor der Véraison befallene Früchte verhärten, grau oder schwarz werden und aufplatzen, sodass die Kerne freiliegen (Samenbruch).

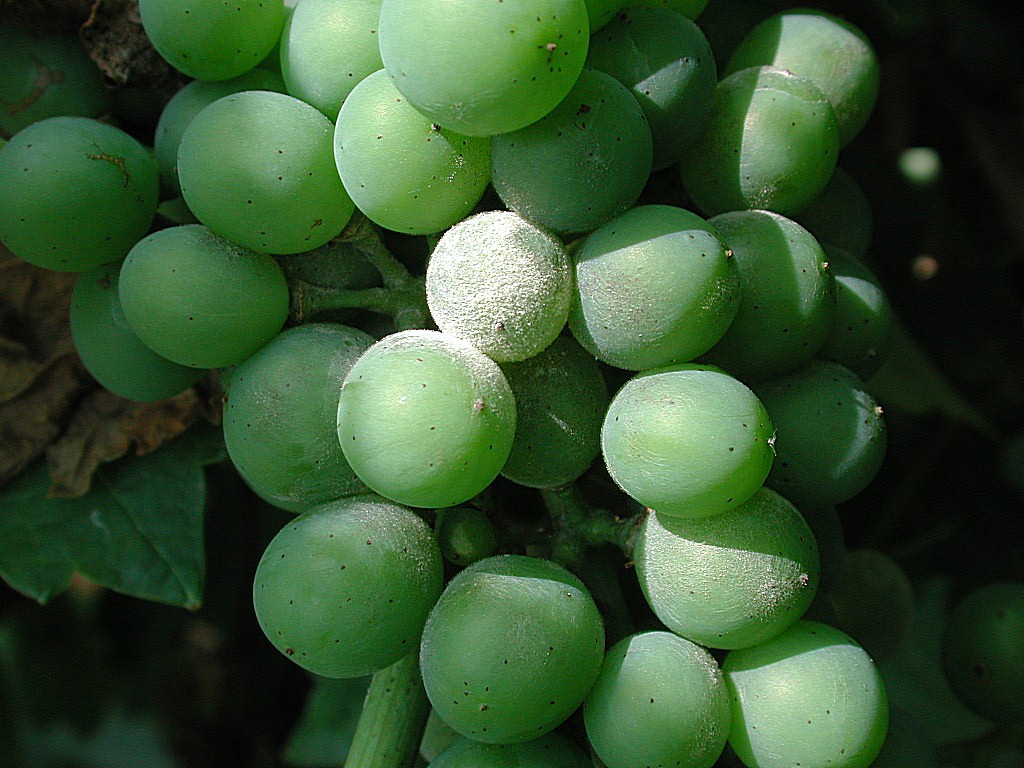
Echter Mehltau auf Beeren
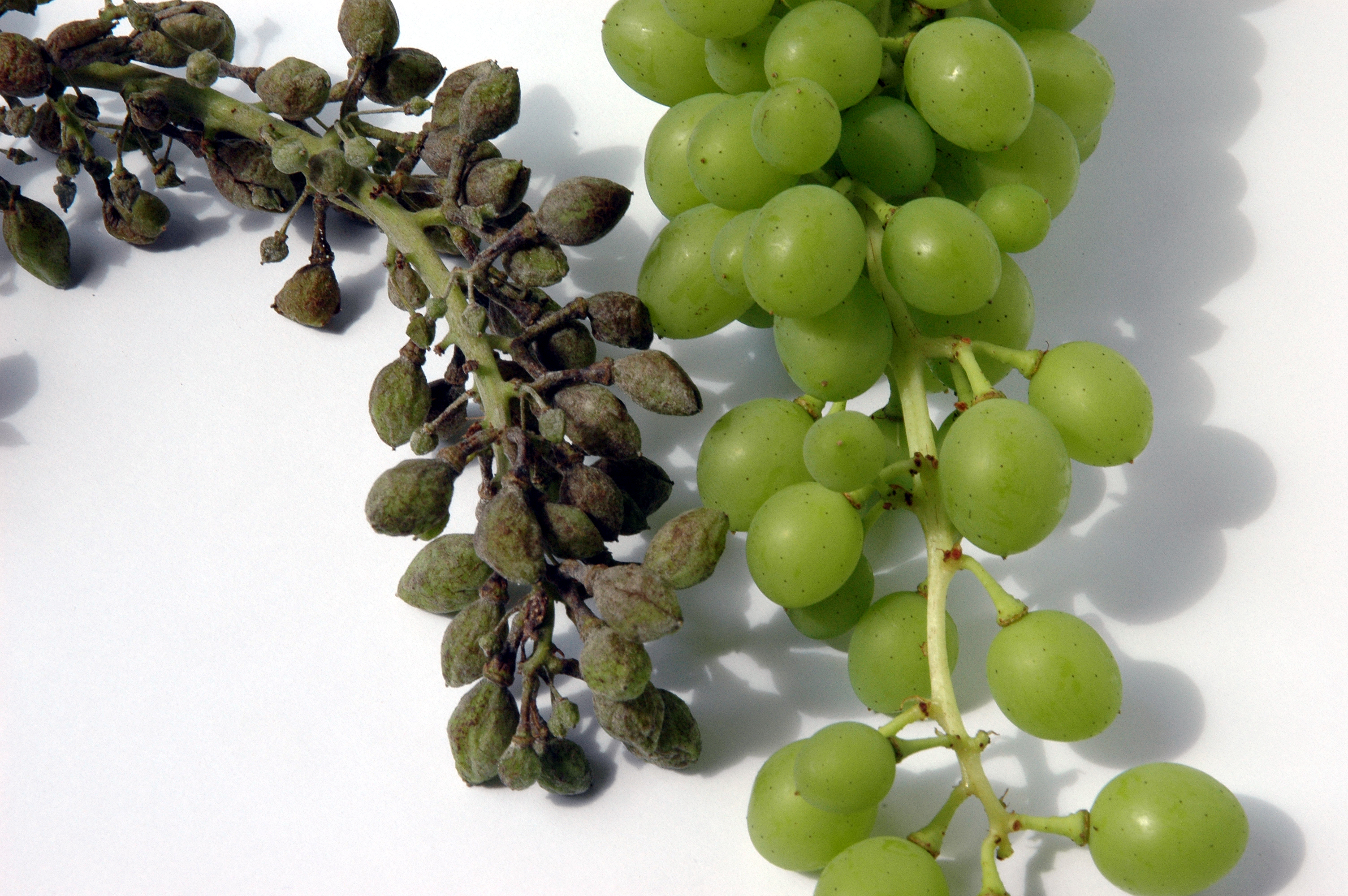
Links: Von Oidium (Erysiphe necator) geschädigte Beeren Rechts: Kein Befall von Oidium. Durch den Befall bleibt die Beerenentwicklung stark zurück und die Beeren springen auf und vertrocknen.

## Infektionszyklus
Der Pilz überwintert einerseits als Myzel in befallenen Knospen und andererseits in Form von Fruchtkörpern (Kleistothezien – sind Dauerorgane). Diese Fruchtkörper sind kugelig, anfangs gelblich und sobald sie reif sind dunkelbraun und können bereits im Sommer gebildet werden. Die meisten dieser Dauerorgane werden nach der Spritzsaison im Herbst aus dem Mycel des Pilzes gebildet. Sie überwintern auf der Rinde des ein- und mehrjährigen Holzes, befallenen Blättern, eingetrockneten Trauben und Traubenstielansätzen. Die typischen Oidiumflecken auf dem einjährigen Holz sind für die Überwinterung bedeutungslos – aber für die rechtzeitige Bekämpfung ein wichtiger Hinweis. Milde und feuchte Winter wirken sich günstig auf die Überwinterung aus.

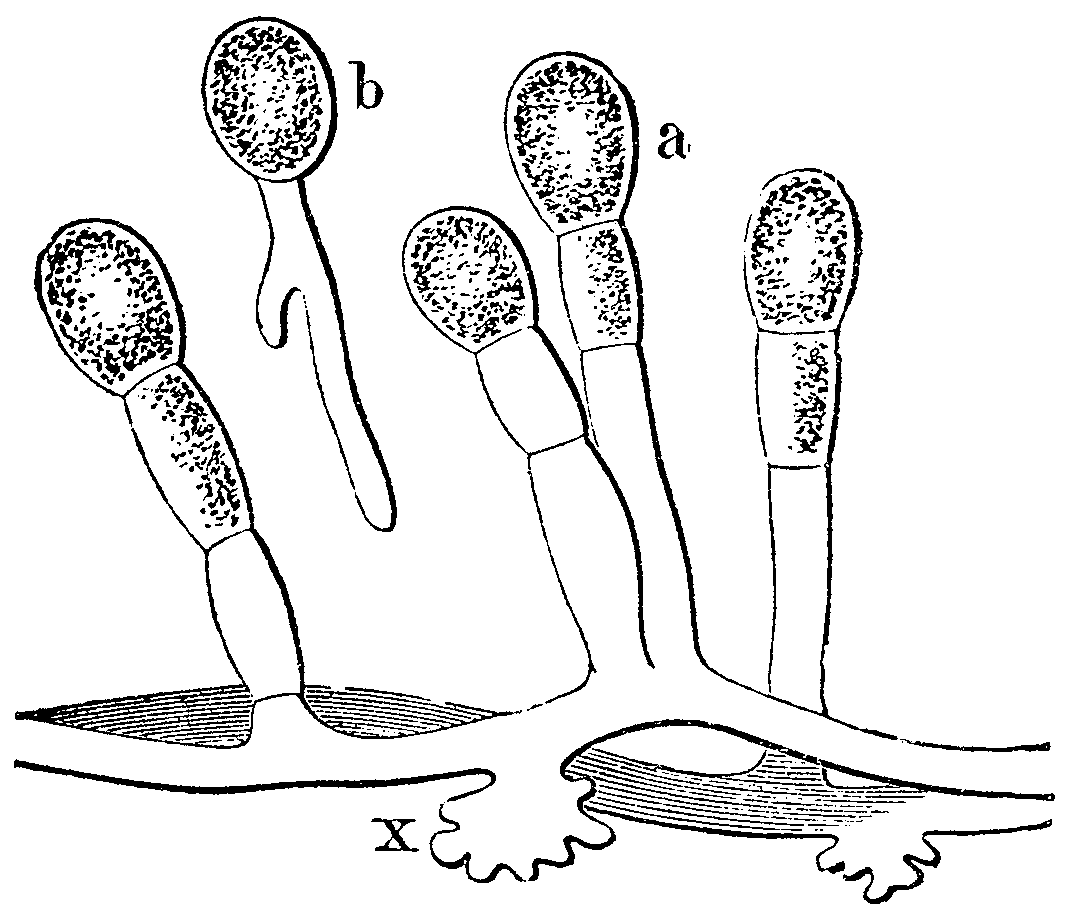
(a) reife Konidie (b) keimende Konidie (x) Haustorium

Im Frühjahr entwickeln sich Zeigertriebe, die mit einem weißen Pilzgeflecht überzogen sind. Diese Triebe stellen ein enormes Infektionspotenzial dar. Von ihnen können sehr frühzeitige Infektionen ausgehen. Zeigertriebe kommen selten vor, so bekommen Neuinfektion im Frühjahr zunehmend die Kleistothezien Bedeutung. Gehen diese Fruchtkörper nicht durch Blattfall, Rebschnitt, Abwaschung oder Parasitierung zugrunde, können sie nach einem ausgiebigen Regen aufbrechen und zahlreiche Ascosporen  entlassen. Der Temperaturbereich für die Entwicklung des Pilzes (Infektion, Wachstum, Sporulation) liegt zwischen 7 und 35 °C, das Optimum bei 20 bis 27 °C. Besonders bei trockener und warmer Witterung werden viele Sporen freigesetzt. Zur Infektion wird kein Wasser benötigt. Optimal ist warmes Wetter mit hoher Luftfeuchtigkeit und stets relativ starke nächtliche Abkühlung. Durch Niederschläge werden noch nicht gekeimte Sporen abgewaschen.

## Bekämpfung
Alle europäischen Rebsorten (Edle Weinrebe (Vitis vinifera subsp. vinifera)) können durch den nach Europa eingeschleppten Echten Mehltaupilz befallen werden, was den Weinbau zu starkem Fungizideinsatz zwingt. Natürliche Resistenzen finden sich in vielen amerikanischen Wildarten sowie in den asiatischen Rebsorten Kishmish Vatkana und Dzhandzhal Kara.
Vorbeugende Maßnahmen:

Zu den vorbeugende Maßnahmen zählen eine luftige Erziehung der Rebstöcke, regelmäßige Weingartenkontrollen insbesondere in tiefen, eingeschlossenen Lagen und bei empfindlichen Sorten sowie in allen Weingärten, wo im Vorjahr Oidiumbefall auftrat. Die rechtzeitige Durchführung der Laubarbeiten mit gleichzeitigen Ausbrechen der Zeigertriebe. Zeigertriebe sind aber höchst selten und nur bei sehr anfälligen Sorten zu finden. Zu hohe Stickstoffdüngung muss vermieden werden. Stickstoffüberversorgung verringert die Widerstandskraft gegen Pilzbefall. In der Nähe befindliche vernachlässigte Weingärten können bei Oidiumbefall ein beträchtliches Infektionspotenzial für alle umliegenden Weingärten sein.
Chemische Maßnahmen:

Zur chemischen Bekämpfung sind Schwefel und Wirkstoffe bzw. Wirkstoffkombinationen aus den Stoffgruppen Amidoxime (Cyflufenamid), Azanaphthalene (Proquinazid), Benzophenonderivate (Metrafenon), Carbonsäureamide (Boscalid), Chinoline (Quinoxyfen), Dithiocarbamate (Metiram), Pyridinyl-Ethylbenzamide (Fluopyram), Strobilurine (Kresoxim-methyl, Pyraclostrobin, Trifloxystrobin) und Triazole (Myclobutanil, Penconazol Tebuconazol) zugelassen. Dabei sind die meisten Wirkstoffe jedoch fast ausschließlich protektiv (vorbeugend) wirksam und müssen vor einer Infektion ausgebracht werden. Dies resultiert in einem hohen Pflanzenschutzaufwand für den Winzer. Prognosemodelle, wie beispielsweise VITIMETEO sollen die Winzer bei der Wahl der richtigen Spritzzeitpunkte unterstützen.
Die Blüte und besonders die kleinen jungen Beeren sind besonders anfällig auf Oidiumbefall. Es ist daher ca. zehn Tage (BBCH 57) vor der Blüte bis zur Beerenentwicklung (Schrotkorngroße, BBCH 73) der wichtigste Zeitraum (Oidiumfenster) zur Oidiumbekämpfung. In diesem Zeitraum dürfen die Behandlungsabstände nicht zu groß gewählt werden. Bereits sichtbarer Oidiumbefall kann nur schwer bekämpft werden. Innerhalb des Oidiumfensters sind alle Rebsorten sehr anfällig, da das junge Gewebe noch wenig Abwehr – auch sogenannte pilzwiderstandsfähige Sorten – gegen das Eindringen des Pilzes entgegensetzen kann.
| stark                                                               | mittel | schwach                                                               |
| ------------------------------------------------------------------- | --- | --------------------------------------------------------------------- |
| Blauer Portugieser, Blauburger, Müller-Thurgau, Scheurebe, Silvaner | Blauer Burgunder, Blauer Wildbacher, Blaufränkisch, Cabernet Franc, Cabernet Sauvignon, Chardonnay, Frühroter Veltliner, Goldburger, Grüner Veltliner, Merlot, Muskateller, Roter Veltliner, Rotgipfler, Sauvignon Blanc, Syrah, Traminer, Welschriesling, Zierfandler, Rathay, Zweigelt | Neuburger, Riesling, Ruländer, St. Laurent, Weißer Burgunder, Roesler |

Eine weitere Möglichkeit, den Fungizidaufwand zu reduzieren, ist der Anbau pilzwiderstandsfähiger Rebsorten (PIWI). Inzwischen stehen Rebsorten mit guter Mehltauteilresistenzen und guten Qualitätseigenschaften zur Verfügung. Die in Deutschland bislang erfolgreichste pilzwiderstandsfähige Rebsorte ist Regent. Die Resistenz gegen Pilzkrankheiten bei diesen Züchtungen ist aber nur eine mehr oder weniger gute bis hohe Teilresistenz.